# Nihon Hidankyo
Nihon Hidankyo, odnosno Japanska konfederacija organizacija oboljelih od atomske i hidrogenske bombe (jap. 日本原水爆被害者団体協議会, Nihon gensuibaku higaisha dantai kyōgi-kai), organizacija je koju su osnovale hibakushe (osobe preživjele pad atomske bombe) godine 1956. s ciljem vršenja pritiska na japansku vladu da poboljša potporu žrtvama i lobiranja na vlade država za ukidanje nuklearnog oružja.
Aktivnosti organizacije uključivale su: pružanje tisuća iskaza svjedoka, izdavanje rezolucija i javnih apela te slanje godišnjih izaslanstava u razne međunarodne organizacije, uključujući Ujedinjene narode, da zagovaraju globalno nuklearno razoružanje.
Ova je organizacija dobila Nobelovu nagradu za mir 2024. godine »za svoje napore da postigne svijet bez nuklearnog oružja i za demonstriranje svjedočenjem svjedoka da se nuklearno oružje nikada više ne smije upotrijebiti«.

## Povijest
Nihon Hidankyo nacionalna je organizacija koju čine skupine preživjelih žrtava atomske bombe iz Hirošime i Nagasakija u svakoj prefekturi. Nuklearne padavine nastale prilikom nuklearne eksplozije u Castle Bravu, prilikom testiranja termonuklearnoga oružja koje su 1954. provele Sjedinjene Države na atolu Bikini, izazvale su akutni radijacijski sindrom kod stanovnika susjednih atola i 23 člana posade japanskog ribarskog broda Daigo Fukuryū Maru. To je dovelo do formiranja Japanskog vijeća protiv atomskih i hidrogenskih bombi u Hirošimi sljedeće godine. Nadahnuti i podržani ovim pokretom, preživjeli od atomske bombe osnovali su Nihon Hidankyo 10. kolovoza 1956., na drugoj godišnjoj konferenciji vijeća u Nagasakiju.
Međutim, solidarnost pokreta bila je ugrožena kada se vijeće aktivno uključilo u pokret protiv SAD-a i Japanskog sigurnosnog sporazuma zajedno s lijevo orijentiranom Japanskom socijalističkom strankom 1959. godine. Velik broj pristaša povukao se iz vijeća, a uz potporu konzervativnih liberalnih demokrata, osnovana je nova organizacija, koju je vodio Masatoshi Matsushita, vođa nepokolebljivo antikomunističke Demokratske socijalističke stranke. Godine 1961., kada je Sovjetski Savez nastavio nuklearne pokuse, komunističko krilo Vijeća odbilo ih je osuditi, što je dovelo do ozbiljnih unutarnjih napetosti. To je dovelo do daljnjeg raskola u pokretu, sa skupinom koju podržava Japanska socijalistička stranka koja osuđuje nuklearne pokuse bilo koje nacije koja se odvojila kao novo vijeće. Ove napetosti unutar antinuklearnih pokreta dovele su do podjele nekih prefekturalnih Hidankyoa i na lokalnoj razini, kao što je Hirošima, gdje postoje Hidankyoi s podrškom Socijalističke partije i Komunističke partije s istim imenom. Sama nacionalna organizacija odlučila je ne pridružiti se političkim pokretima 1965. godine, nakon što su postali visoko ispolitizirani.